# Caso Lynch v. Donnelly
Lynch v. Donnelly (1984), foi um caso da Suprema Corte dos Estados Unidos que questionava a legalidade das decorações de Natal em propriedades municipais.